# Clydonium madrigali
Clydonium madrigali är en stekelart som beskrevs av Ian D. Gauld 1991. Clydonium madrigali ingår i släktet Clydonium och familjen brokparasitsteklar. Inga underarter finns listade i Catalogue of Life.